# Bernhardus Hopperus Buma
Bernhardus Hopperus Buma (Leeuwarden, 26 augustus 1826 - Leeuwarden, Burmaniahuis, 22 september 1892) was een Nederlands burgemeester.

## Leven en werk
Hopperus Buma was een zoon van Mr. Wiardus Willem Buma (1802-1873) en Maria de With (1803-1878). Hij studeerde rechten aan de Groninger Hogeschool en promoveerde in 1853. Zijn achternaam was oorspronkelijk Buma, bij Koninklijk Besluit kreeg hij in 1867 toestemming zijn tweede voornaam Hopperus als familienaam toe te voegen.
Hij werd in 1855 benoemd tot burgemeester van Westdongeradeel. In 1862 volgde zijn benoeming in Kollumerland en Nieuwkruisland, hij volgde daar Age Tjepke Ruurd Sixma baron van Heemstra op. Twee jaar later trouwde hij met jkvr. Clara Tjallinga Aedonia van Eysinga (1823-1898), als weduwe van Cornelis Schelto Sixma baron van Heemstra was zij een schoondochter van de vorige burgemeester. 
In 1872 kreeg Hopperus Buma, op zijn eigen verzoek, eervol ontslag als burgemeester. Hij vestigde zich met zijn vrouw in Huizum, waar zij de villa Vaartzicht hadden laten bouwen. Hij werd voogd van het Tjallinga-weeshuis te Westernijkerk. In 1875 liet hij in de stad Leeuwarden een nieuw Burmaniahuis bouwen. In 1883 vertrok hij met zijn vrouw naar Wiesbaden en liet de gemeente Leeuwarden weten dat hij zich in Duitsland zou vestigen, maar enkele maanden later waren zij weer terug in Leeuwarden. Hij overleed na een langdurige ziekte, op 66-jarige leeftijd, in het Burmaniahuis.

## Ambtsketen
In 1852 werd bij Koninklijk Besluit bepaald dat elke burgemeester een zilveren onderscheidingsteken moest hebben, te dragen aan een keten of oranje lint. Als burgemeester van Westdongeradeel besloot Hopperus Buma zelf een ambtsketen te laten maken door de Franeker zilversmid P.A. Guldenarm. De ketting werd later gedragen door zijn zoon Wiardus Willem Hopperus Buma (1865-1934), burgemeester van Hennaarderadeel, zijn kleinzoon Barend Hopperus Buma (1896-1958), burgemeester van Doniawerstal, Haskerland en Smallingerland, en zijn achterkleinzoon Wiete Hopperus Buma, burgemeester van Dwingeloo en Warnsveld.
- Digitale Bibliotheek voor de Nederlandse Letteren: hopp008
- International Standard Name Identifier: 0000 0003 9517 9375
- Nederlandse Thesaurus van Auteursnamen: 074038443
- Virtual International Authority File: 289780170
- WorldCat: E39PBJyRCdg8xFB6V9999wWRrq